# Le Pont-de-Claix
Le Pont-de-Claix é uma comuna francesa na região administrativa de Auvérnia-Ródano-Alpes, no departamento de Isère.